# Diego Gutiérrez (cartógrafo)

Americae Sive Qvartae Orbis Partis Nova Et Exactissima Descriptio, 1562

Diego Gutiérrez fue un cosmógrafo y cartógrafo español de la Casa de Contratación de Indias.

## Biografía
Fue designado como tal el 22 de octubre de 1554, tras la muerte de su padre, Diego Gutiérrez, también cosmógrafo de la Casa de la Contratación y cartógrafo. Trabajo en la elaboración del Padrón Real.
Su hermano, Sancho Gutiérrez fue también cosmógrafo de la Casa de la Contratación y catedráditco de arte de la Navegación y cosmografía de la Casa de la Contratación de Sevilla.
En 1562 Gutiérrez publicó en colaboración con el grabador flamenco Hieronymus Cock un famoso mapa titulado Americae Sive Qvartae Orbis Partis Nova Et Exactissima Descriptio.